# Exechiopsis neofimbriata
Exechiopsis neofimbriata är en tvåvingeart som beskrevs av Zaitzev 1999. Exechiopsis neofimbriata ingår i släktet Exechiopsis och familjen svampmyggor. Inga underarter finns listade i Catalogue of Life.